# .va
A .va a Vatikán internetes legfelső szintű tartomány kódja, melyet 1995-ben hoztak létre.